# سزار رومرو
سزار رومرو (انگلیسی: Cesar Romero؛ ۱۵ فوریهٔ ۱۹۰۷ – ۱ ژانویهٔ ۱۹۹۴) بازیگر اهل ایالات متحده آمریکا بود.
از جمله فیلم‌ها یا مجموعه‌های تلویزیونی‌ای که وی در آنها نقش داشته‌است، می‌توان به کارهای ناشایست جولیا، ۱۱ یار اوشن، صخره مرجانی دونووان و حالا شما او را می‌بینید، حالا نمی‌بینید اشاره کرد. همچنین او بخاطر بازی در قوی‌ترین مرد جهان و بتمن در نقش جوکر مشهور شده‌است.

## درگذشت
رومرو، در ۱ ژانویهٔ ۱۹۹۴، ۴۵ روز قبل از تولد ۸۷ سالگی خود، در حالی که برای بیماری برونشیت و ذات الریه در مرکز بهداشت سنت جان در سانتا مونیکا، کالیفرنیا تحت درمان بود، بر اثر عوارض لخته خون درگذشت.
جسد او سوزانده شد و خاکستر او در گورستان پارک اینگلوود، کالیفرنیا دفن شد.

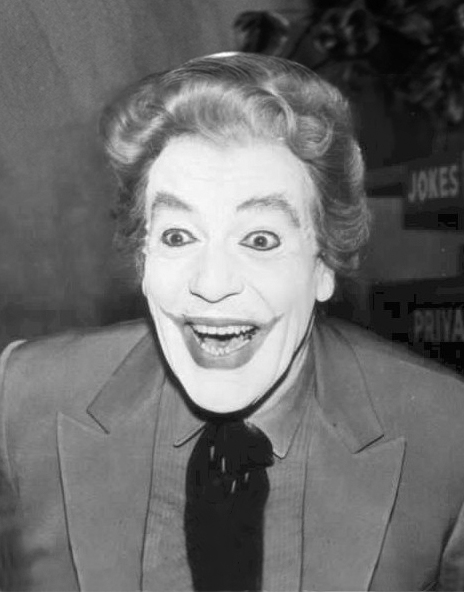
رومرو در نقش جوکر در سریال بتمن